# طرح ست

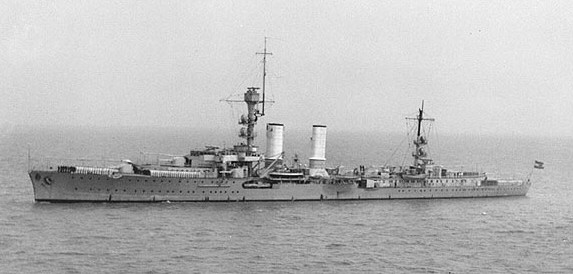
امدن کشتی جنگی آلمانی، اولین کشتی جنگی بزرگ ساخته شده پس از جنگ جهانی اول

طرح ست ((به آلمانی: Z-Plan)) نامی بود که در ابتدای ۱۹۳۹ به فرمان آدولف هیتلر روی طرح گسترش کریگسمارینه، نیروی دریایی رایش سوم گذاشته شد. این طرح قرار بود تا سال ۱۹۴۸ تکمیل شود. توسعه این طرح در سال ۱۹۳۸ آغاز گردید.
طرح ست شامل یک ناوگان بزرگ با ده کشتی جنگی و چهار ناو حامل هواپیما بود و قرار بود به رویارویی نیروی دریایی پادشاهی بریتانیا بپردازد. این ناوگان با موشک‌های کروز دوربرد فراوان تکمیل می‌شد تا به وسیله آن به حمل و نقل انگلستان حمله کند. برای قایقهای یو-بوت قوای نسبتاً کمی در نظر گرفته شده بود.
هنگام آغاز جنگ جهانی دوم در سپتامبر سال ۱۹۳۹، طبق برنامه تقریباً هیچ کاری روی طرح ست و کشتی‌های آن انجام نشده بود.

## طرح

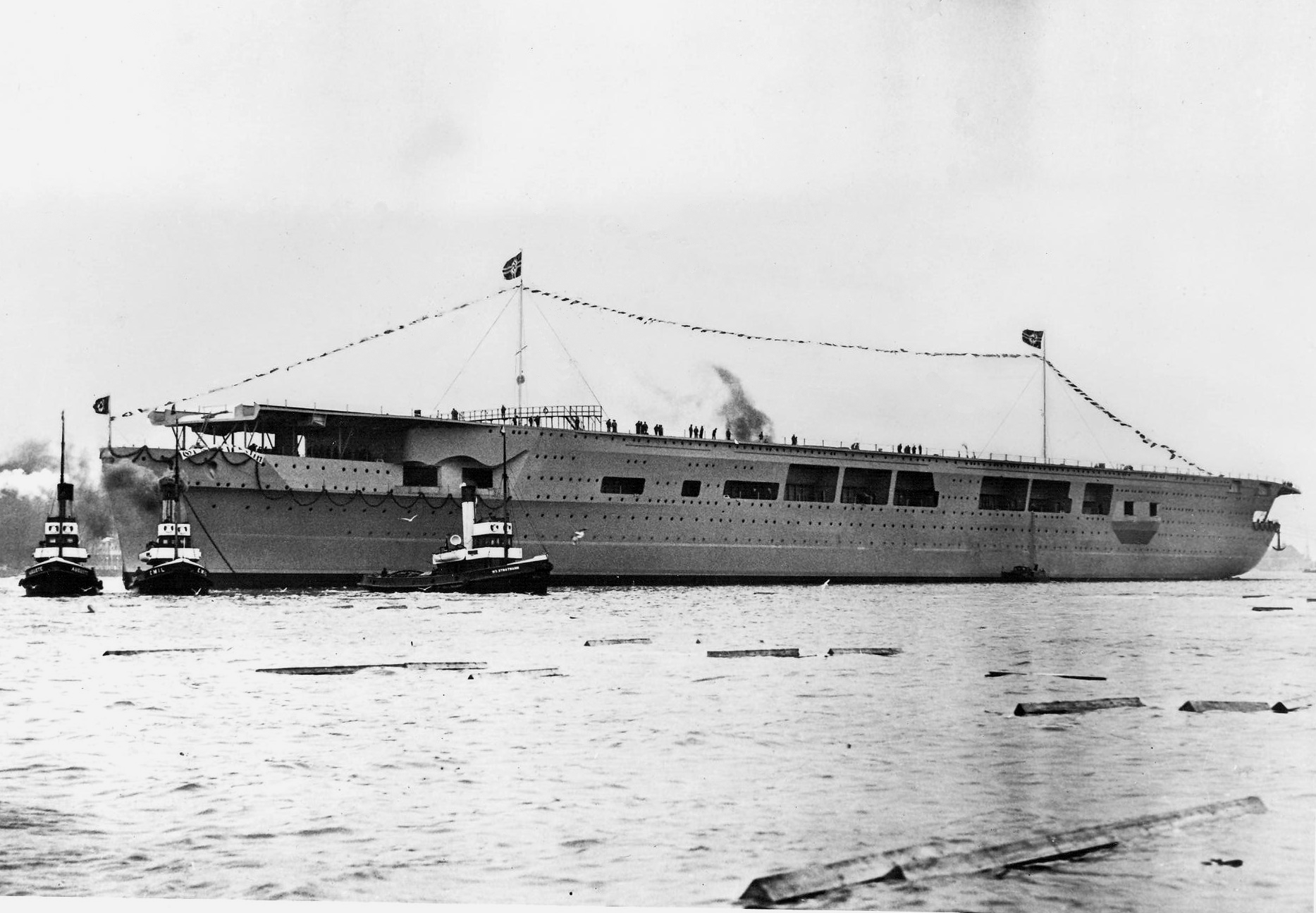
هنگام راه اندازی ناو هواپیمابر کلاس گراف زپلین

طرحی که توسط هیتلر تصویب شد تا ناوگانی متشکل از کشتی‌های جدید ساخته شده زیر در دهه‌های ۱۹۲۰ و ۱۹۳۰ به اجرا در بیاید:

| نوع                 | پروژه | تکمیل‌شده |
| ------------------- | ----- | -------- |
| کشتی جنگی           | ۱۰    | ۴        |
| کشتی‌های جنگی        | ۳     | ۰        |
| هواپیمابر           | ۴     | ۰        |
| ناوهواپیمابر آلمانی | ۱۵    | ۳        |
| ناو سنگین           | ۵     | ۳        |
| ناو سبک             | ۱۳    | ۶        |
| پیشاهنگ             | ۲۲    | ۰        |
| منهدم کننده         | ۶۸    | ۳۰       |
| قایق‌های اژدر        | ۹۰    | ۳۶       |
| جمع کل              | ۲۳۰   | ۸۲       |